# تشارلز وينتيرز
تشارلز وينتيرز (بالإنجليزية: Charles Winters)‏ هو صحفي أمريكي، ولد في 26 يناير 1977 في بانير إلك في الولايات المتحدة.

## وصلات خارجية
- الموقع الرسمي